# ساندرا (خواننده)
ساندرا آن لاوئر (به آلمانی: Sandra Ann Lauer)، معروف به ساندرا کرِتو (به آلمانی: Sandra Cretu) یا ساندرا، خواننده و ترانه‌ساز آلمانی فرانسوی است.

## زندگی‌نامه
او در ۱۸ مهٔ ۱۹۶۲ در شهر آلمانی زاربروکن واقع در مرز فرانسه به‌دنیا آمد. پدرش، روبرت لوئر، فرانسوی و دارای مغازهٔ شراب‌ فروشی و مادر آلمانی‌اش، کارین بویر، در مغازهٔ کفش‌ فروشی کار می‌کرد. همچنین برادری فلج به نام گاستون داشت که در سال ۱۹۹۵ درگذشت.
ساندرا از ۵ سالگی شروع به یادگیری رقص باله کرد و تا ۱۰ سالگی ادامه داد، تا در این سال شروع به آموختن گیتار نزد معلم مدرسهٔ خود نمود. در سال ۱۹۷۵ در سن ۱۳ سالگی به مسابقه‌ای ستارگان جوان رفت که برای کشف استعدادهای جوانان در خوانندگی برگزار می‌شد.
البته او جزو شنوندگان بود و در این مسابقه شرکت نمی‌کرد. هنگامی که همه، ترانه‌های خود را خواندند و به انتظار اعلام رأی داوران بودند، او به مادر خود گفت که می‌خواهد به دستشویی برود و بلند شد و به بالای صحنه رفت و از دی‌جی درخواست کرد نسخه‌ای آلمانی از اولیویا نیوتن جان را بگذارد و شروع به خواندن کرد.
با همکاری کمپانی «استعدادهای جدید»، تک‌آهنگ خود را با نام "Andy Mein Freund" که دربارهٔ سگی خانگی بود، خواند که با استقبال چندانی روبه‌رو نشد و باعث شد چند سالی از خوانندگی به دور بماند.
سپس به‌عنوان خواننده به دیسکویی به نام عربی پیوست و با آن گروه آلبومی به نام «استدیو یوروپاسوند» را بیرون دادند و در استودیو ضبط با موزیسینی به نام مایکل کرِتو آشنا شد.
در دیسکو کار ساندرا بالا گرفت و دوران جدیدی در زندگی او آغاز گشت و مورد توجه رسانه‌ها قرار گرفت و در حالی که فقط ۱۶ سال داشت، به یک ستاره تبدیل شد. سرانجام، پس از ۹ آلبوم موفق و برگزاری چند تور، دوران دیسکو به پایان رسید و گروه از هم پاشید.
ساندرا و مایکل، که حالا روابط رمانتیکی با یکدیگر داشتند، به مونیخ آمدند و در آنجا مایکل استودیوی خودش را راه‌اندازی کرد و اولین ترانهٔ مشترک خود را ساخت که راه به جایی نیافت.
اما در سال ۱۹۸۵ اولین آلبوم ساندرا به نام بازی طولانی در آلمان در چارتِ تاپ ۲۰ قرار گرفت و ترانهٔ ماریا ماگدالنا به ردهٔ ۲۱ رنکینگ جهانی رسید و در اروپا شمارهٔ ۱ بود. همچنین، اولین موزیک ویدئو خود را برای تک‌ترانهٔ در گرمای شب ساخت و سومین موزیک ویدئو خود را برای تک‌ترانهٔ Little Girl در ونیز پُر کرد که به موفقیت‌های زیادی دست یافت.
دومین آلبوم خود را با نام Mirrors در سال ۱۹۸۶ با همکاری مایکل کرِتو عرضه کرد که در تاپ ۲۰ آلمان به ردهٔ ۱۱ رسید که در اولین ترَک دربارهٔ فاجعهٔ چرنوبیل خوانده بود. همچنین، ترانهٔ Innocent Love از این آلبوم مورد توجه قرار گرفت.
دو سال بعد، سومین آلبوم خود را به نام Ten on One ساخت که مجموعه‌ای از ترانه‌های موردعلاقه‌اش بود که بازخوانی کرده بود. ترانهٔ Everlasting Love که ترانهٔ محبوب کودکیِ ساندرا بود، در رنکینگ اروپا به ردهٔ ۵ رسید. در این زمان، به‌عنوان ملکهٔ پاپ اروپا شهرت پیدا کرد و رقیب سرسختی برای مدونا در رنکینگ فروش شد.
ساندرا در ژانویهٔ ۱۹۸۸ با مایکل کرِتو ازدواج کرد و آن دو برای زندگی از مونیخ به جزیرهٔ ایبیزا در اسپانیا رفتند.
در سال ۱۹۸۸ آلبومی به نام Into a Secret Land را روانهٔ بازار کرد که در آن از الکتروپاپ قدری دور شد و با صدایی رازآلود و اغواکننده این آلبوم را اجرا کرد که به موفقیت‌های زیادی دست یافت و ترانهٔ Secret Land در آلمان به ردهٔ ۷ و در اسرائیل به ردهٔ اول رسید. همچنین، موزیک ویدئو Heaven Can Wait را ساخت که از شاهکارهای این آلبوم بود.
او همچنین به گروه‌های حمایت از طبیعت پیوست و در پروژهٔ «هنرمندان پشتیبان طبیعت» نقشی را برعهده گرفت.
در پایان دههٔ ۱۹۸۰ او یکی از سرشناس‌ترین خوانندگان زن در اروپا بود. او همچنین کنسرتی را در مسکو اجرا کرد.
در ۱۹۹۰ Painting in Yellow را ساخت که موفقیتی دیگر و راهیابی به تاپ ۱۰ را در پی داشت.
او همچنین در این سال به خوانندگی در گروه اِنگیما که توسط مایکل کرِتو به‌وجود آمده بود پرداخت.
در ۱۹۹۱، آهنگ Sadeness گروه انگیما به موفقیتی بزرگ دست یافت. در ابتدا کسی نمی‌دانست در پشت نام انگیما چه کسی است، ولی به‌زودی طرفداران ساندرا صدای او را شناختند.
آلبوم بعدی او پس از ۲ سال وقفه، نزدیک به هفت بود که در سال ۱۹۹۲ به بازار آمد و این اولین آلبوم او بود که به‌طور کامل توسط مایکل کرِتو تهیه می‌شد. در این سال، مایکل و ساندرا به‌عنوان موفق‌ترین زوج هنری شناخته شدند و جوایزی را در گولدن یورو دریافت کردند.
آلبوم بعدی او در سال ۱۹۹۲ با نام ۱۸ بزرگ‌ترین بازدیک‌ها و سه سال بعد در حالی که باردار بود آلبومسایه‌های محو را روانهٔ بازار کرد. او در این سال دو پسر دوقلو به نام‌های نیکیتا و سباستین به‌دنیا آورد و تصمیم گرفت وقت خود را صرف بزرگ کردن کودکان خود کند و به این ترتیب از دوران اوج خود فاصله و در حاشیه قرار گرفت.
او سپس این آلبوم‌ها را ساخت:
- مورد دلخواه من (۱۹۹۹)
- گذر زمان (۲۰۰۲)
- بازتاب‌ها - بازدیدهای بازتولید شده (۲۰۰۶)

دو آلبوم ریمیکس کارهای قبلی او بودند.

### ۱۹۹۳–۲۰۰۶:تلاش برای بازگشت
در سال ۱۹۹۳، ساندرا نسخه جدیدی از "ماریا مجدلیه را با تنظیم تکنو و موزیک ویدیوی مربوط به اینده منتشر نمود. ضبط مجدد یک شکست بود. با این وجود، او در آلبوم بعدی انیگما، "صلیب تغییرات"، از جمله آهنگ موفق "بازگشت به معصومیت"، در سه آهنگ خواند.
هنگامی که دوقلو باردار بود، ساندرا «سایه‌های محو» را در سال ۱۹۹۵ ضبط و منتشر کرد. این آلبوم شاهد بود که نویسنده و تهیه‌کننده جدید جنس گاد در کنار مایکل کرتو کار می‌کرد و بیشتر شامل مواد پاپ محور بود. نسخه کاور «شب‌های اطلس سفید» توسط مودی بلوز به نام اولین تک‌آهنگ منتشر شد و به یکی از کم‌ترین آهنگ‌های ساندرا در آلمان تبدیل شد، اگرچه در اسرائیل موفقیت‌آمیز بود.<ref. >"شب‌های ساتن سفید". www.sandranet.com. Retrieved 2010-09-15.</ref> این آلبوم با استقبال ملایم تجاری و منتقدان مواجه شد و دومین تک آهنگ، «فرار نمی‌کند»، نتوانست در جدول قرار بگیرد. پس از به دنیا آوردن پسران نیکیتا و سباستین در بیمارستان مونیخ از طریق سزارین در ژوئیه ۱۹۹۵، ساندرا تصمیم گرفت حرفه خود را متوقف کند. با این حال، سال بعد او در ضبط دو آهنگ برای آلبوم سوم انیگما شرکت کرد.
۱۹۹۹ ناظرانتشار آلبوم مورد دلخواه من، یک آلبوم دو دیسکی با ریمیکس از آهنگ‌های پیشینی تر ساندرا و بعضی از سرایش‌های مورد تعشقش بود. این یک پیروزی بود و در میان ۲۰کشور برتر اروپایی واقع شد. نسخه نوین از "سرزمین مخفی" به صورت تک آهنگ منتشر شد، همراه با موزیک ویدئویی که در آن ساندرا مدل موهای کوتاه تری داشت. آواز او دوباره در دو آهنگ در آلبوم ۲۰۰۰ انیگما "پرده پشت آینه" و همچنین تک آهنگ سال ۲۰۰۱ پروژه "بچرخ ظاهر شد. او تصنیف «[[برای همیشه (آهنگ ساندرا)|برای همیشه]» را در سال ۲۰۰۱ منتشر کرد که موفقیت جزئی در چارت آلمان بود. این پیش‌بینی آلبوم استودیویی بعدی او، «چرخ زمان» بود که در نهایت در بهار ۲۰۰۲ بعداز چندین تاخیر منتشر شد. این آلبوم موفق شد و با واکنش مثبت منتقدان روبرو شد، و دو تک آهنگ دیگر، "چنین شرم"، که در اصل توسط Talk Talk اجرا شد، و تصنیف دیگری " چشمانم را ببند». در سال ۲۰۰۳، دی وی دی "تاریخ کامل" منتشر شد که شامل تمام موزیک ویدیوهای او بود. در همان سال، ساندرا برای آلبوم «[[رهگذر(معما]|رهگذر]]» انیگما که آخرین باری بود که با این پروژه کار می‌کرد، آواز کرد.
پس از چند سال وقفه، در سال ۲۰۰۶ ساندرا با خواننده سوئیسی دیجی بوبو برای یک دونوازی «راز‌های عشق» در آلبوم «گسترده‌ترین بازدید ها» خود تیمی کرد. این تک آهنگ موفقیت بزرگی بود و در سوئیس به ۵ و در آلمان به ۲۰ برتر رسید. ساندرا پس از آن دوباره اجرای زنده را آغاز کرد و شروع به کار بر روی آلبوم بعدی خود کرد. در اواخر سال ۲۰۰۶، «بازتاب‌ها» منتشر شد، آلبومی متشکل از ریمیکس‌هایی از بزرگ‌ترین موفقیت‌های ساندرا. نسخه جدید تصنیف «عشق ابدی» به عنوان یک تک آهنگ تبلیغاتی در آلمان منتشر شد در حالی که ریمیکس «در اطراف قلب من» موفقیت بزرگ رادیویی در لهستان بود.